# 수박씨기름
수박씨기름은 수박의 씨를 압착하여 만든 기름이다. 발화점은 120도씨이다. 조직이 가볍고 보습력이 좋으며 사용기한이 길어서 사용하기에 적합하다. 아프리카에서는 이 기름이 전통적으로 많이 사용되었다. 